# Олбані Тауншип (округ Бредфорд, Пенсільванія)
Олбані Тауншип (англ. Albany Township) — селище (англ. township) в США, в окрузі Бредфорд штату Пенсільванія. Населення — 858 осіб (2020).

## Демографія
Згідно з переписом 2010 року, у селищі мешкало 911 осіб у 372 домогосподарствах у складі 267 родин. Було 531 помешкання
Расовий склад населення:
| - 97,9 % — білих - 0,4 % — чорних або афроамериканців - 0,1 % — корінних американців - 0,1 % — азіатів |

До двох чи більше рас належало 1,0 %. Частка іспаномовних становила 0,7 % від усіх жителів.
За віковим діапазоном населення розподілялося таким чином: 21,3 % — особи молодші 18 років, 60,7 % — особи у віці 18—64 років, 18,0 % — особи у віці 65 років та старші. Медіана віку мешканця становила 46,8 року. На 100 осіб жіночої статі у селищі припадало 104,7 чоловіків;  на 100 жінок у віці від 18 років та старших — 108,4 чоловіків також старших 18 років.
Середній дохід на одне домашнє господарство  становив 66 532 долари США (медіана — 47 000), а середній дохід на одну сім'ю — 68 661 долар (медіана — 54 000). Медіана доходів становила 50 417 доларів для чоловіків та 45 875 доларів для жінок. За межею бідності перебувало 15,8 % осіб, у тому числі 23,0 % дітей у віці до 18 років та 5,8 % осіб у віці 65 років та старших.
Цивільне працевлаштоване населення становило 353 особи. Основні галузі зайнятості: виробництво — 23,2 %, освіта, охорона здоров'я та соціальна допомога — 18,7 %, роздрібна торгівля — 13,3 %.